# إيرين هارت
إيرين هارت (بالإنجليزية: Erin Hart)‏ (1 سبتمبر 1958، كروفوردسفيل في الولايات المتحدة)؛ روائية أمريكية.

## روابط خارجية
- إيرين هارت على موقع ميوزك برينز (الإنجليزية)